# Санкрају (Ковасна)
Санкрају (рум. Sâncraiu) насеље је у Румунији у округу Ковасна у општини Илиени. Oпштина се налази на надморској висини од 542 m.

## Становништво
Према подацима из 2011. године у насељу је живело 280 становника.